# Libnotes (Libnotes) imponens
Libnotes (Libnotes) imponens is een tweevleugelige uit de familie steltmuggen (Limoniidae). De soort komt voor in het Oriëntaals gebied.